# 天主教納夫龍戈-博爾加坦加教區
天主教納夫龍戈-博爾加坦加教區（拉丁語：Dioecesis Navrongensis-Bolgatangana）是加納一個羅馬天主教教區，屬塔馬利總教區。
教區成立於1956年4月23日，位於東北地區，教座位於納夫龍戈。2004年有教友200,000人（佔轄區總人口13.3%）、十四個堂區、四十六名司鐸。現任教區主教為阿爾弗萊德·阿格揚塔。